# 자미
누르 앗딘 압드 알 라흐만 자미(1414년 8월 18일 ~ 1492년 11월 19일, 페르시아어: نورالدین عبدالرحمن جامی)는 중세의 페르시아 신비주의 시인이다.
잠에서 출생하여 티무르조 왕자와 교유하면서 헤라트에서 생애를 보냈다. 페르시아 문학의 고전 황금 시대의 최후를 장식하는 위대한 시인이다. 마스나비 시형에 의한 대표작 《일곱개의 왕좌(王座)》는 〈황금의 사슬〉,〈살라만과 압살〉,〈자유로운 자에의 선물〉,〈경건한 자의 염주〉,〈유수프와 줄라이하〉,〈라일라와 마즈눈〉,〈알렉산드로스 영지(英智)의 서〉로 되어 있다. 이것은 신학·철학·로맨스를 주제로 하고 있으나 전 작품에 신비주의 사상이 흐르고 있으며 선인(先人)이 쓴 테마를 재해석하여 집대성하였다. 신선하고 명쾌한 작풍으로 알려졌다. 〈자미 시집〉은 서정시가 주로 되어 있다. 많은 산문 작품 가운데 신비주의 사상 및 성자의 전기에 관한 〈사랑의 숨결〉과 사디의 작품을 모방하여 쓴 〈춘원(春園)〉이 특히 주목할 만한 가치가 있다.

## 같이 보기
- 가잘
- 페르시아 문학